# Svartabborrtjärnen (Råneå socken, Norrbotten, 735060-178859)
Svartabborrtjärnen är en sjö i Bodens kommun i Norrbotten och ingår i Vitåns huvudavrinningsområde.